# Salyut 4
A Salyut 4 (DOS 4) foi uma estação espacial Salyut lançada em 26 de dezembro de 1974 em órbita com um apogeu de 355 km, um perigeu de 343 km e uma inclinação orbital de 51.6 graus. Ela era essencialmente uma cópia da DOS 3, e ao contrário desta, foi um sucesso completo. Três grupos tentaram embarcar na Salyut 4 (Soyuz 17 e Soyuz 18 aterrizaram; Soyuz 18a sofreu uma abortagem no lançamento). O segundo grupo se manteve por 63 dias, e uma cápsula Soyuz não tripulada se manteve aterrizada na estação durante três meses, provando a durabilidade do sistema a longo prazo. A Salyut 4 saiu de órbita em 3 de fevereiro de 1977.

## Especificações
- Comprimento - 15.8 m
- Diâmetro máximo - 4.15 m
- Volume Habitável - 90 m³
- Peso no lançamento - 18,900 kg
- Veículo de Lançamento - Proton (três estágios)
- Inclinação orbital - 51.6°
- Área de painéis solares - 60 m²
- Número de painéis solares - 3
- Produção de eletricidade - 4 kW
- Transportadores de reabastecimento - Soyuz Ferry
- Número de portos de aterrissagem - 1
- Total de missões tripuladas - 3
- Total de missões não-tripuladas - 1
- Total de missões tripuladas de longa duração - 2

## Naves espaciais visitante e grupos
- Soyuz 17 - 11 de janeiro - 1 de fevereiro, 1975
  - Georgi Grechko
  - Aleksei Gubarev

- Soyuz 18a - 5 de abril de 1975 - Lançamento abortado
  - Vasili Lazarev
  - Oleg Makarov

- Soyuz 18 - 24 de maio - 26 de julho, 1975
  - Pyotr Klimuk
  - Vitali Sevastyanov

- Soyuz 20 - 14 de novembro de 1975 - 16 de fevereiro de 1976
  - sem grupo

## Instrumentação
O instrumento de Raio-X da Salyut 4, muitas vezes chamado de telescópio Filin, consistia de quatro contadores proporcionais de fluxo de gás, três dos quais tinham uma superfície de detecção total de 450 cm² na faixa de energia de 2-10 keV, e um que possuía uma superfície efetiva de 37 cm² para a faixa de 0.2 a 2 keV (32 a 320 aJ). O campo de visão era limitado por um colimador slit para 3° &vezes; 10° FWHM. A instrumentação também incluía sensores ópticos que eram montado no lado externo da estação junto com os detectores de raio-X, uma fonte de alimentação e unidades de medida que estavam no interior da estação. Calibrações baseadas na terra dos detectores eram consideradas junto com uma operação no voo em três modos: orientação inercial, orientação orbital, e exame. As informações podiam ser coletadas em quatro canais de energia: de 2 a 3.1 keV (320 a 497 aJ), de 3.1 a 5.9 keV (497 a 945 aJ), de 5.9 a 9.6 keV (945 a 1,538 aJ), e de 2 a 9.6 keV (320 a 1,538 aJ) nos maiores detectores. O menor detector tinha níveis discriminatórios ajustados para 0.2 keV (32 aJ), 0.55 keV (88 aJ), e 0.95 keV (152 aJ).

## Ciência
Entre outras, as observações de Sco X-1, Cir X-1, Cyg X-1, e A0620-00 foram publicadas das informações do Filin. Um fluxo altamente variável de energia entre 0.6 e 0.9 keV (96 e 144 aJ) foi detectado na Sco X-1. Cir X-1 não foi detectada por completo durante a observação de 5 de julho de 1975, provendo um limite superior na emissão de 3.5e-11 erg.cm-2s-1 (35 fW/m²) na faixa entre 0.2 e 2.0 keV (32 e 320 aJ). Cyg X-1 foi observada em várias ocasiões. Possui um fluxo altamente variável, foram observados os domínios de tempo e energia.

### Expedições da Salyut 4
| Expedição | Grupo                            | Data de Lançamento                 | Voo de Subida | Data de Aterrissagem                 | Voo de Descida | Dias de Duração |
| --------- | -------------------------------- | ---------------------------------- | ------------- | ------------------------------------ | -------------- | --------------- |
| Soyuz 17  | Georgi Grechko, Aleksei Gubarev  | 11 de janeiro de 1975 21:43:37 UTC | Soyuz 17      | 10 de fevereiro de 1975 11:03:22 UTC | Soyuz 17       | 29.56           |
| Soyuz 18  | Pyotr Klimuk, Vitali Sevastyanov | 24 de maio de 1975 14:58:10 UTC    | Soyuz 18      | 26 de julho de 1975 14:18:18 UTC     | Soyuz 18       | 62.97           |